# Art Absolument
 (avril 2020).
Si vous disposez d'ouvrages ou d'articles de référence ou si vous connaissez des sites web de qualité traitant du thème abordé ici, merci de compléter l'article en donnant les références utiles à sa vérifiabilité et en les liant à la section « Notes et références ».
Art Absolument est une revue consacrée aux arts plastiques. Art Absolument a été fondé en 2002. Sous la conduite de Charles-Henri Filippi et la direction du fondateur de la revue Teddy Tibi, Art Absolument se développe à travers plusieurs actions dont la principale est l’édition de la revue éponyme, de monographies d'artistes ainsi que l'organisation d'expositions dans l'Espace Art Absolument.
L'espace Art Absolument se situe au 1, rue Monsieur le Prince dans le 6ème arrondissement de Paris.

## Historique
Dès son premier éditorial, l'équipe rédactionnelle de désire privilégier l’art contemporain et, en particulier, l’œuvre des artistes vivant en France, et ce quels que soient leur origine, leur génération, leur genre ou leur médium, et de créer des passerelles avec les grands artistes du passé ou le patrimoine esthétique des autres civilisations.
En 2014, Art Absolument a ouvert un espace d'expositions afin d'y déployer une programmation en lien avec sa ligne éditoriale. Auparavant dans le 13e arrondissement parisien, le lieu a déménagé en septembre 2024 dans un nouvel espace de 100 m2 dans le 6e arrondissement de Paris, situé au 1, rue Monsieur le Prince. La revue entame ainsi un nouveau chapitre de son histoire, dont témoigne par ailleurs le renouvellement de sa rédaction, chapeautée depuis le printemps 2024 par la critique d'art et commissaire d'exposition Domitille d'Orgeval.
Art Absolument se développe à travers plusieurs actions dont la principale est l’édition de la
revue éponyme, de monographies d’artistes ainsi que l’organisation d’expositions dans l’Espace Art Absolument. Tout en mettant en place une programmation ambitieuse ouverte à une diversité internationale, en lien étroit avec la ligne éditoriale et les thématiques de la revue, cet espace d’exposition a pour principal objectif d’être un lieu d’échange et de dialogue.

## Concept de la revue
Indépendante, la revue rassemble des points de vue « engagés » d'artistes, d'écrivains, de conservateurs de musée, d'universitaires et de critiques désireux de rendre compte de ce qu'ils considèrent comme « le meilleur » de l'actualité des expositions patrimoniales et de la création d'aujourd'hui.
Elle réfléchit également sur le rôle éthique et esthétique de l'art dans notre société.

## Autres publications
Les numéros spéciaux et les hors-séries complètent certains thèmes abordés dans la revue bimestrielle. Conçus en fonction de l’actualité, ils sont soit consacrés à de grandes expositions comme « Le Théorème de Nefertiti », « Création et postmémoire », « L'art au défi de l'espérance », « 25 ans de créativité arabe », « Gauguin », « La figuration narrative », « Moi, autoportrait du XXe siècle », « Matisse-Picasso », « Artistes en France », « Monet », soit à l’œuvre d’un artiste particulier tels que Anselm Kiefer, Coskun, Pierre Tal Coat, Mark Brusse, Serge Hélénon, Judit Reigl, Alain Kirili.
En novembre 2012, la revue fête ses dix ans et son 50e numéro. Pour l’occasion, elle publie un numéro spécial : « Les 101 meilleurs artistes contemporains en France, sélection 2002-2012 ».
La revue met également en avant des artistes contemporains émergents. Elle publie en juin 2015 le numéro spécial 55 artistes, talents à découvrir.

### Monographies
- Juin 2016 : Les Métamorphes / Metamorphs de Christian Lapie ; les œuvres du sculpteur sont présentées par des textes de Patrick Chamoiseau, Gilles Clément, Paul-Louis Rinuy, Julia Beauquel, et Philippe Piguet. On y trouve également des entretiens de l'artiste avec Tom Laurent et un autre avec Dominique Truco.
- Septembre 2018 : Au plus près / Close up de Franta[9] ; auteurs : Evelyne Artaud, Christian Noorbergen, Olivier Kaeppelin, et un texte de Pierre Gaudibert.
- Septembre 2019 : Vladimír Škoda[9] ; auteurs : Jean-Pierre Greff, Olivier Kaeppelin, Miroslava Hajek, Philippe Cyroulnik, Géraldine Bloch et Clément Thibault Décembre 2019 : Ses mains s’ouvrent sur une étoile de Brigitte Moreau Serre[10] Aout 2021 : Juan Garaizabal, du singulier à l'universel [10]